# Geoffrey Raisman
Geoffrey "Geoff" Raisman, Miembro de la Royal Society, (nacido 28 de junio de 1939) es un neurocientífico británico.

## Vida personal
Nació en Leeds y ahora reside en Londres. Su padre fue un hombre judío oriundo de Lituania mas Raisman no es religioso. Raisman estudió en la Escuela Roundhay de Gramática y Colegio Pembroke, Oxford.

## Carrera
Es la cabeza del departamento de  regeneración neuronal en el Instituto de Neurología en el University College de Londres En el año 2014, su equipo anunció haber logrado un recrecimiento de células nerviosas, restaurando el cordón espinal dañado del parapléjico polaco Darek Fidyka.